# Speelplaats Jonas Daniël Meijerplein
De Speelplaats Jonas Daniël Meijerplein is een openbare speelplaats op het Jonas Daniël Meijerplein in Amsterdam-Centrum.

## Geschiedenis
Op de zuidpunt van het plein richting de Nieuwe Herengracht werd in het midden van de 20e eeuw een speelplaats aangelegd. Zoals zoveel speelplaatsen uit die tijd werd ze ingericht door Jacoba Mulder en Aldo van Eyck van de Dienst der Publieke Werken, die er meer dan 700 inrichtte. Van Van Eyck werden een tunnel/klimboog, een ronde zandbank en enkele duikelrekken geplaatst. Uiteraard ontbreken de bomen en bankjes van hetzelfde duo niet. Alhoewel veel van die speelplaatsen in de stad weer werden afgebroken, bleef deze haast origineel over. De tunnel en duikelrekken zijn vermoedelijk in de loop der jaren aangepast. Tevens werd vanwege nieuwe veiligheidseisen de ondergrond van de tunnel vervangen door een bestaande uit rubber tegels. De toestellen van Van Eyck werden aangevuld met moderne speelobjecten, zoals stalen glijbaan en een metalen schommel.

## Afbeeldingen

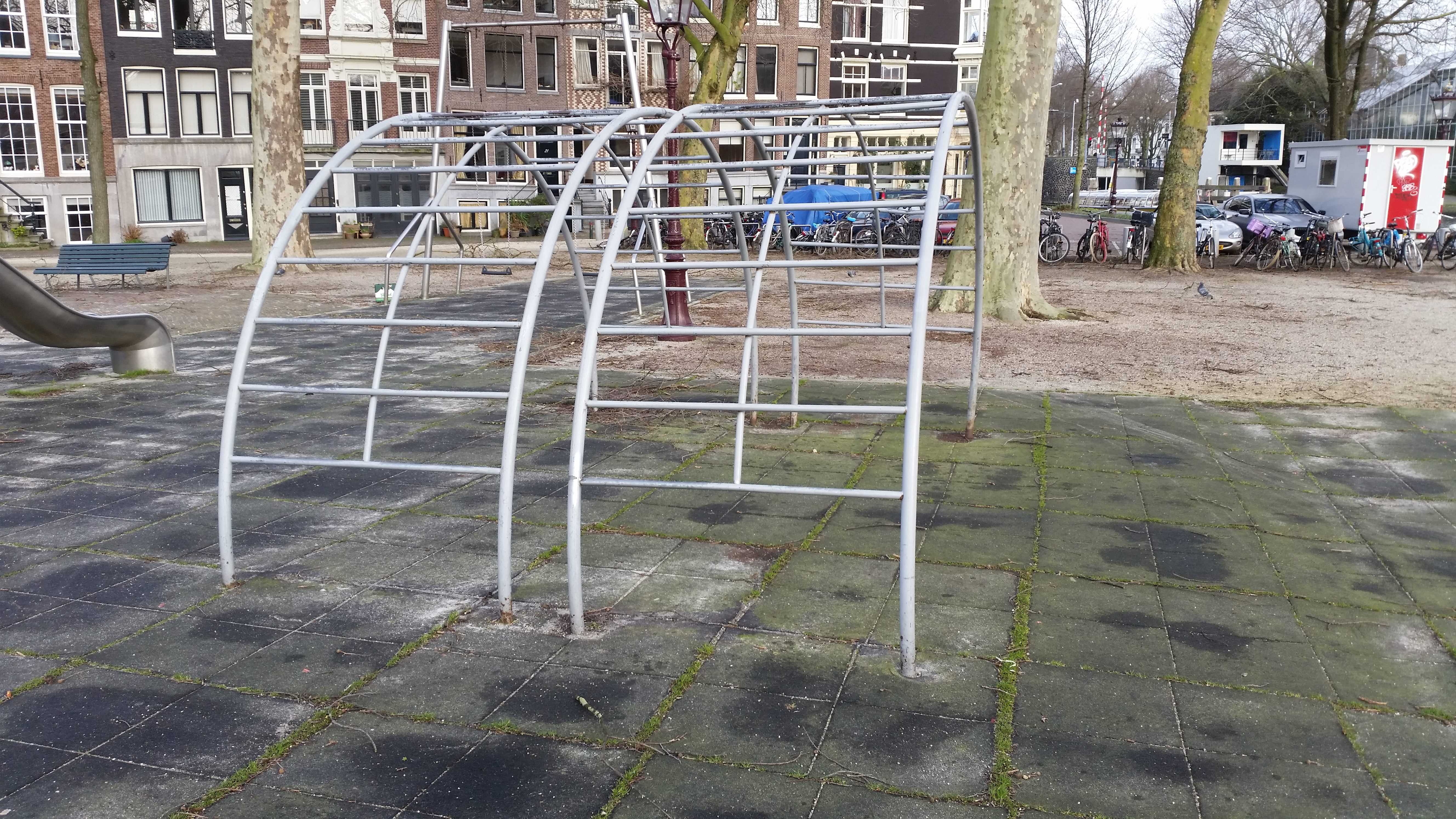
Tunnel (vermoedelijk niet origineel; januari 2020)
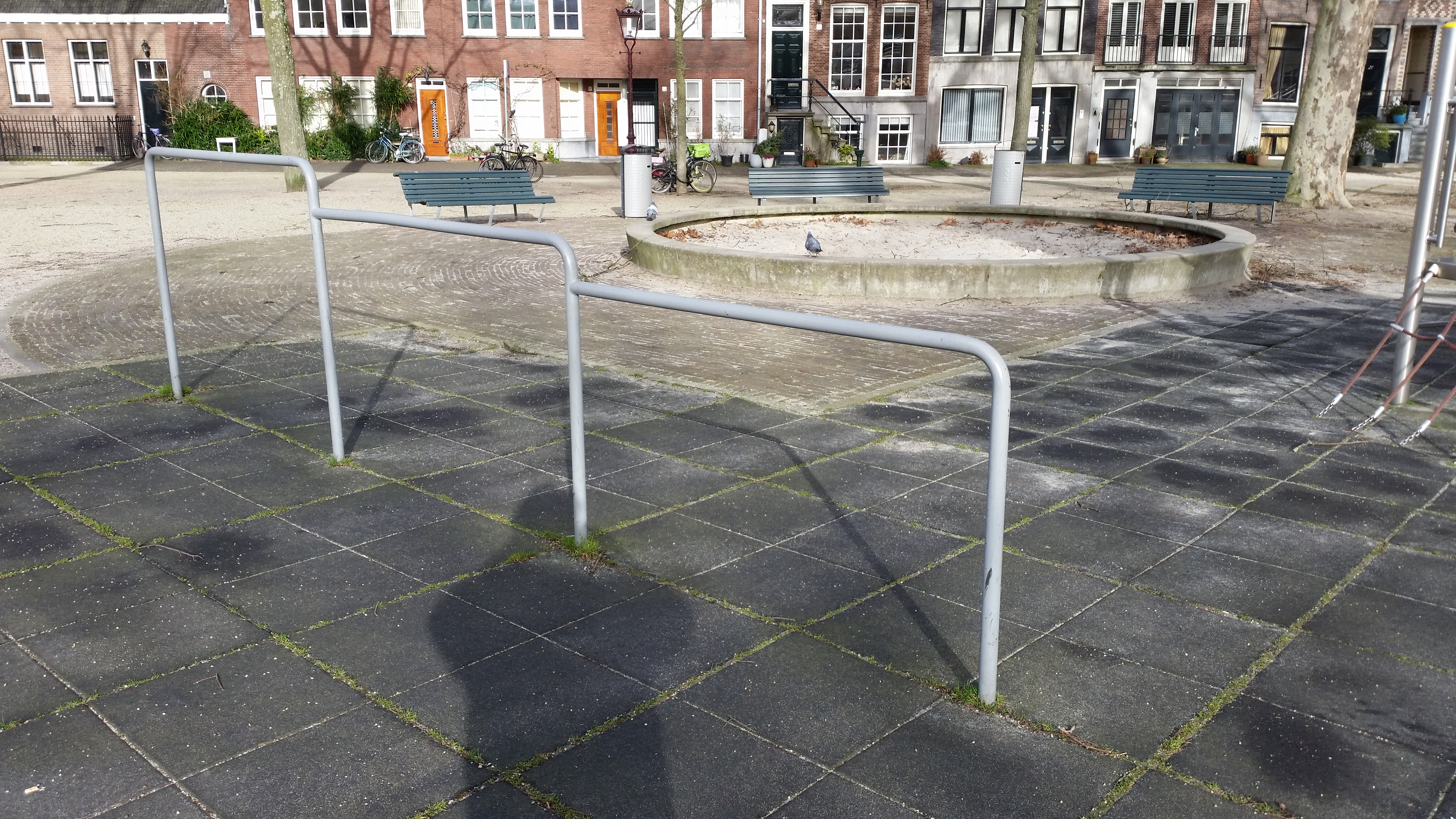
Duikelrek en zandbak (januari 2020)
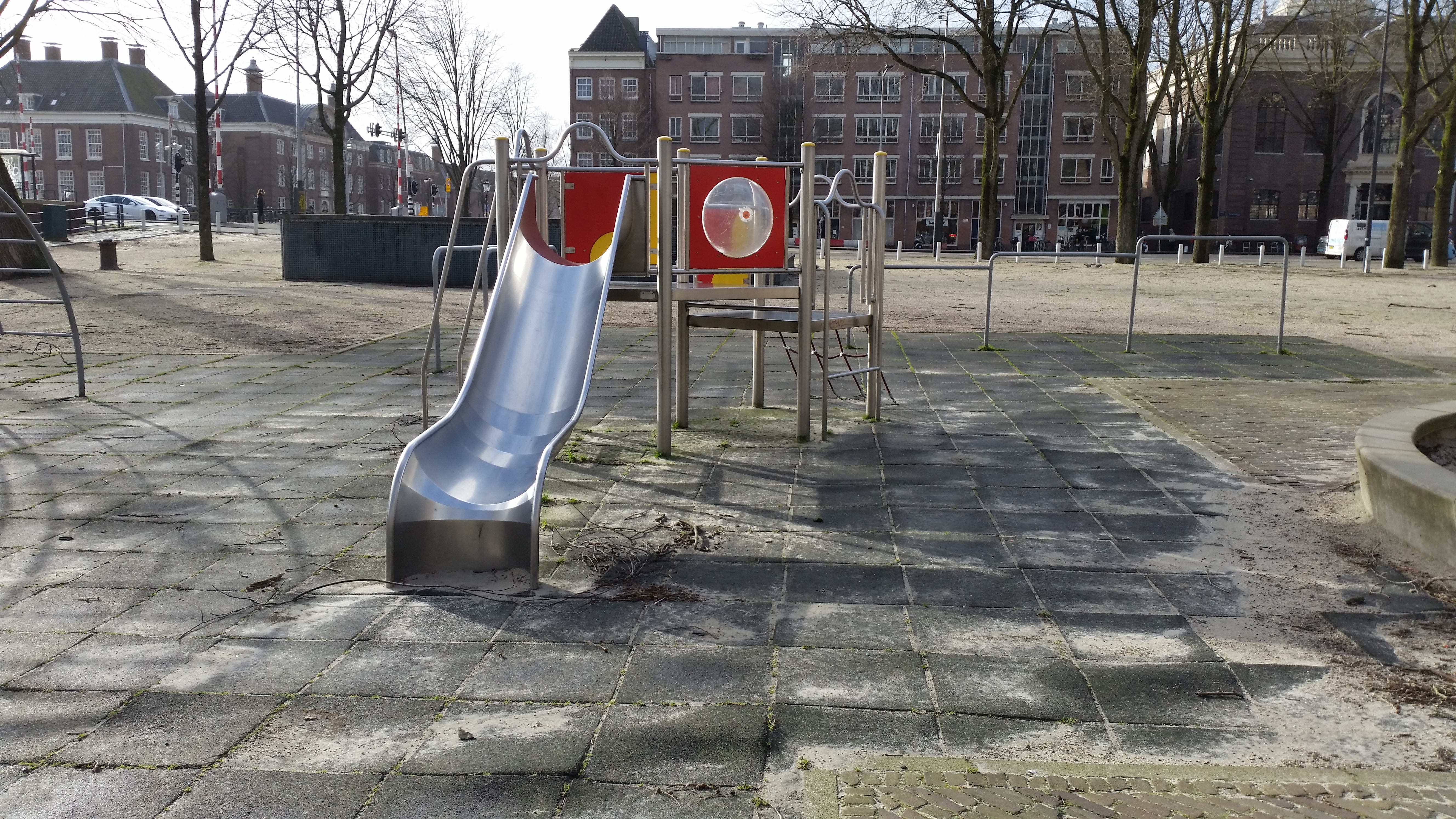
Moderne glijbaan (januari 2020)
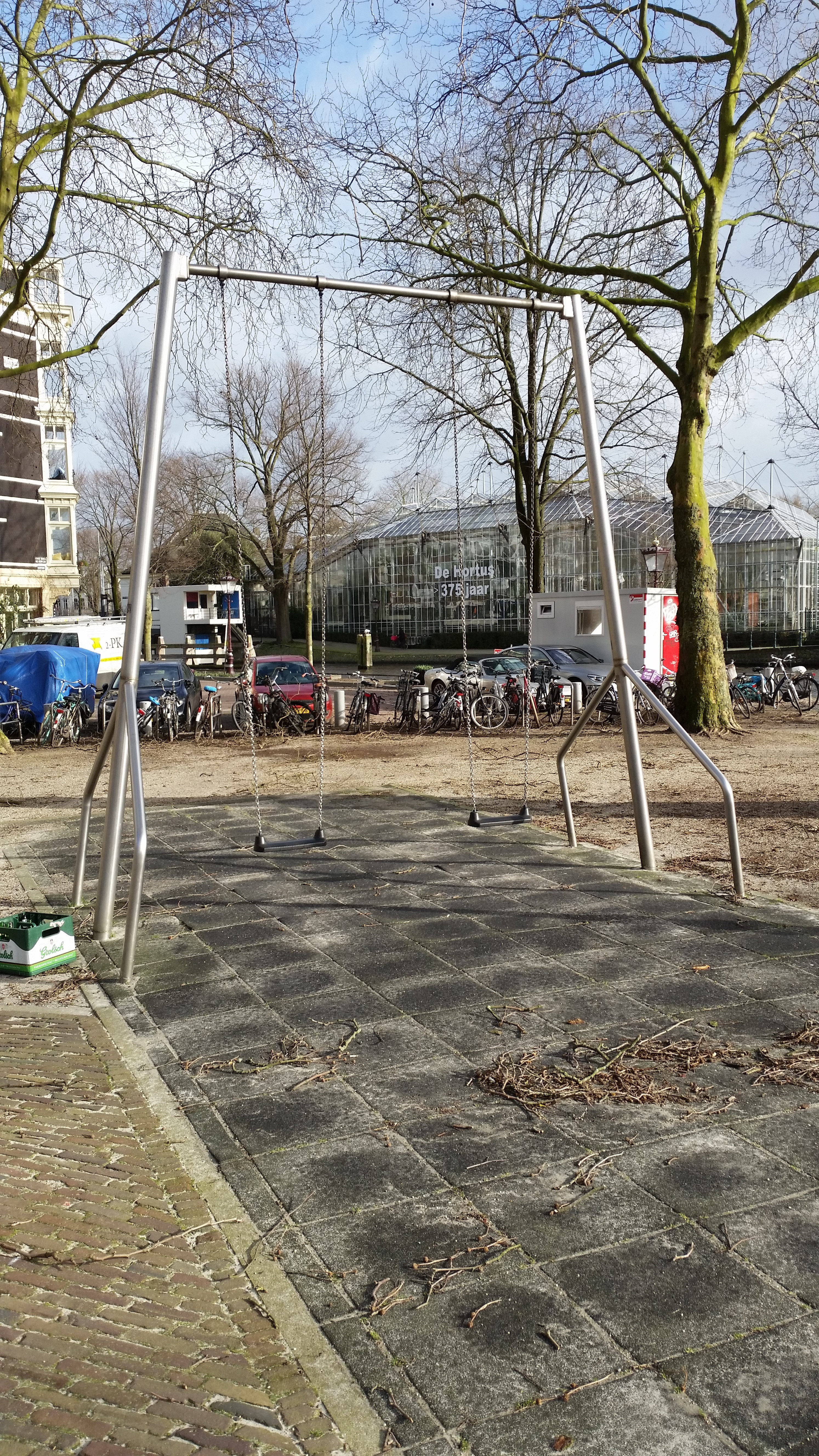
Schommel (januari 2020)